# Middelsom Herred

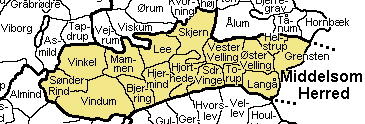
Middelsom Herred

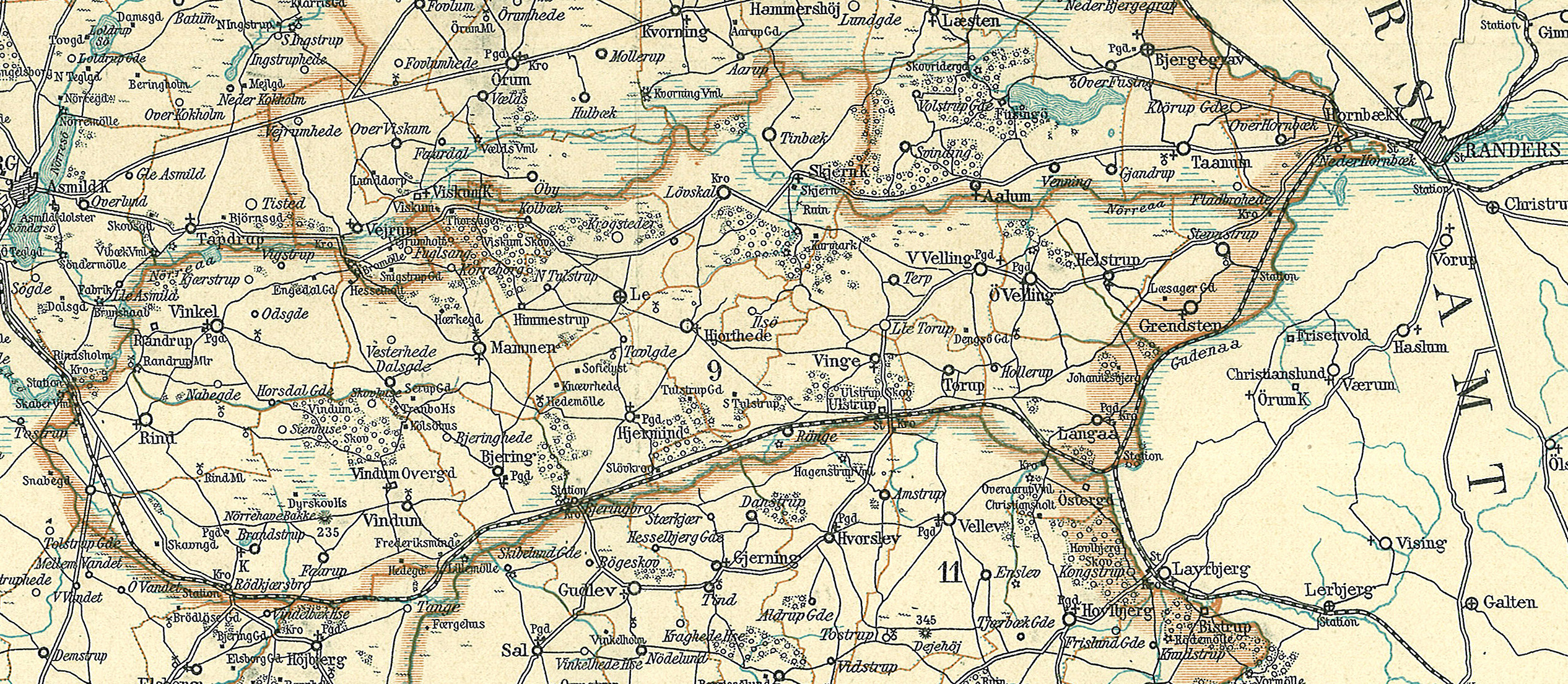
Middelsom Herred rond 1900

Middelsom Herred was een herred in het voormalige Viborg Amt in Denemarken. De herred wordt in Kong Valdemars Jordebog vermeld als Mæthælsholmhæreth. In 1970 wordt het gebied opgenomen in de nieuwe provincie Viborg.
Middelsom was verdeeld in 18 parochies
- Bjerring
- Bjerringbro
- Grensten
- Helstrup
- Hjermind
- Hjorthede
- Langå
- Lee
- Mammen
- Skjern
- Sønder Rind
- Sønder Vinge
- Torup
- Ulstupbro
- Vester Velling
- Vindum
- Vinkel
- Øster Velling